# Gunnar Birkerts

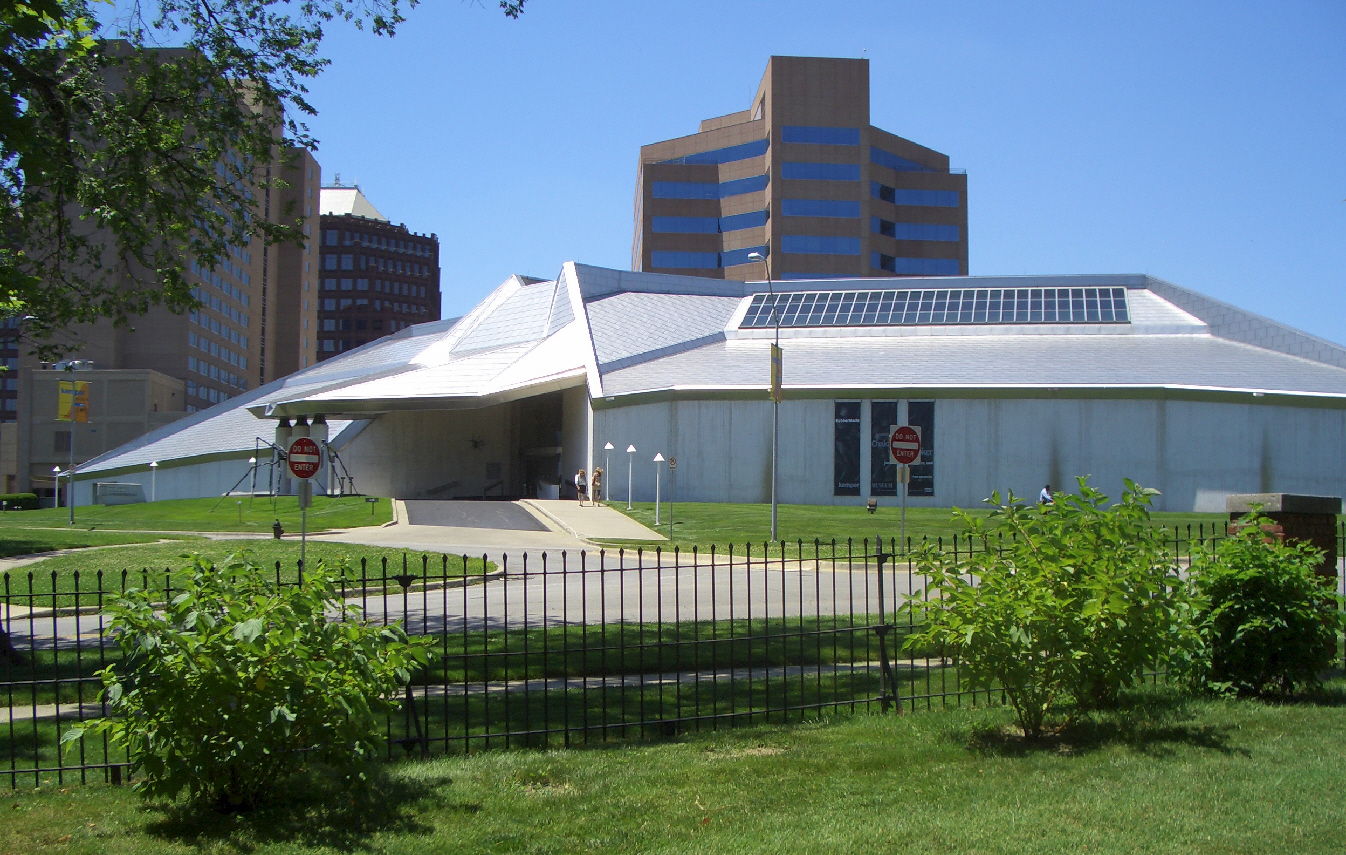
Kemper Museum of Contemporary Art, Kansas City (Missouri) (1992–1994)

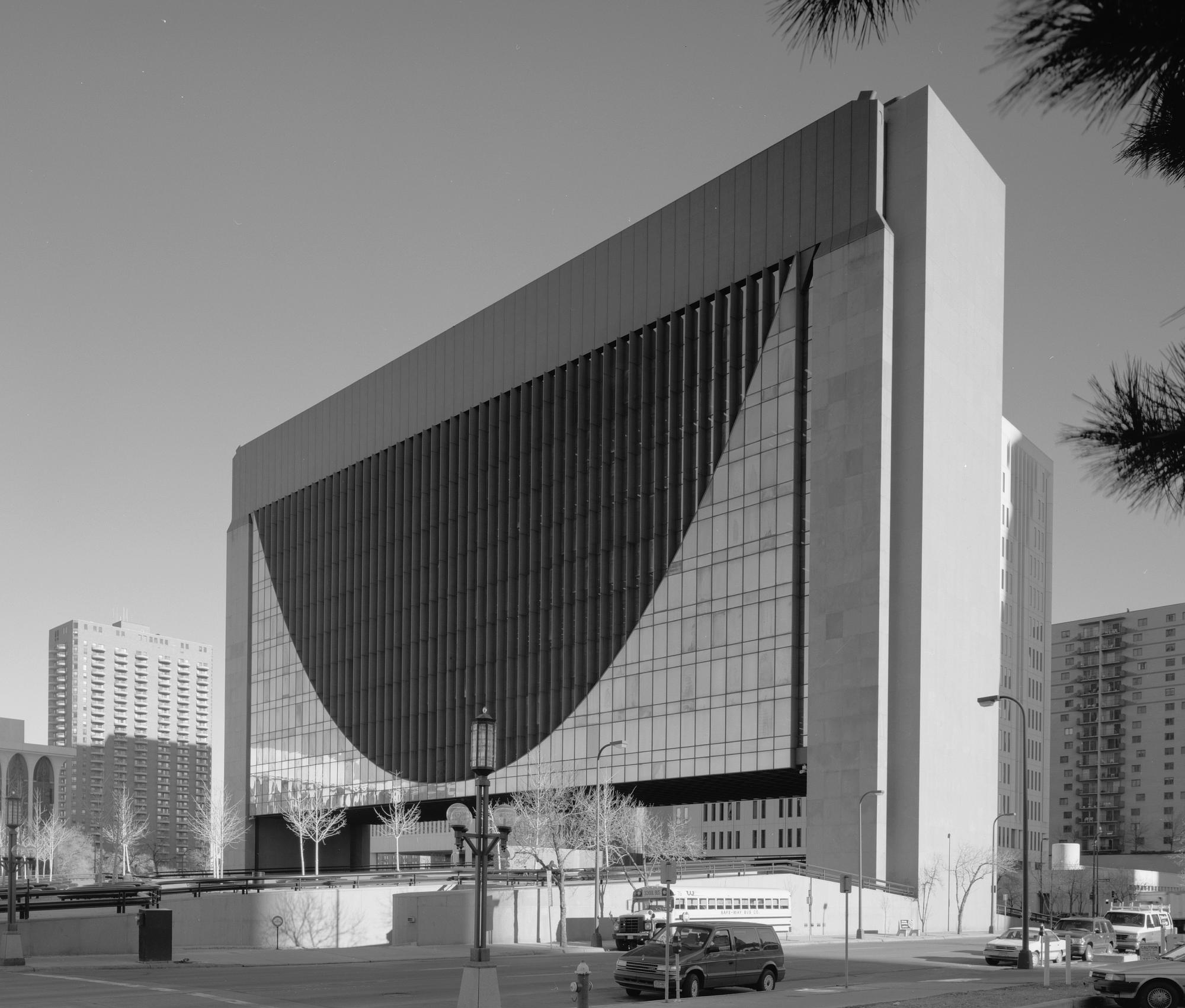
Federal Reserve Bank of Minneapolis (1973)

Gunnar Gunivaldis Birkerts, lettisch Gunārs Birkerts (* 17. Januar 1925 in Riga; † 15. August 2017 in Needham (Massachusetts), Vereinigte Staaten), war ein US-amerikanischer Architekt lettischer Herkunft.

## Leben
Gunnar Birkerts war der Sohn des Literaturwissenschaftlers und Volkskundlers Pēteris Birkerts (1881–1956) und der Lehrerin Merija Shop Birkerts (Mērija Saule-Sleine, 1895–1982). Er wuchs in Lettland auf und floh vor der heranrückenden Roten Armee am Ende des Zweiten Weltkriegs in den Westen. Nach einem Architektur- und Ingenieurwissenschaften-Studium an der Technischen Hochschule Stuttgart graduierte er hier 1949 als Diplomingenieur.
Im Dezember 1949 wanderte er in die Vereinigten Staaten aus. Hier arbeitete er zunächst für das Büro Perkins and Will, dann für Eero Saarinen und Minoru Yamasaki, bevor er sein eigenes Architekturbüro Gunnar Birkerts & Associates in einem Vorort von Detroit eröffnete. Von 1959 bis 1990 lehrte er an der University of Michigan.
Birkerts entwarf 300 Gebäude, darunter mehrere preisgekrönte öffentliche Bauten, die durch „Expressivität und Symbolcharakter gekennzeichnet sind.“ Für seine Projekte erhielt er mehrfach nationale Auszeichnungen des American Institute of Architects (1962, 1970, 1973). 
Seine Sammlung an Entwürfen bis 2002 verwahrt die Bentley Historical Library der University of Michigan.
Birkerts lebte bis zu seinem Tod in Wellesley (Massachusetts). Sven Birkerts ist sein Sohn.

## Werke (Auswahl)
- Contemporary Arts Museum Houston, Houston, Texas, fertiggestellt 1970.
- Corning Museum of Glass in Corning (New York), fertiggestellt 1980.
- Federal Reserve Bank of Minneapolis, heute Marquette Plaza in Minneapolis
- Kemper Museum of Contemporary Art in Kansas City, Missouri
- Botschaftsgebäude der USA in Caracas, Venezuela
- Erweiterung der University of Michigan Law School 1981
- Neubau der Lettischen Nationalbibliothek, Riga, fertiggestellt 2014.[4]

## Ehrungen und Auszeichnungen
- 1970: Fellow des American Institute of Architects
- 1971: Ehrenmitglied des Verbandes Lettischer Architekten
- 1971: Fellow der Graham Foundation for Advanced Studies in the Fine Arts
- 1980: Goldmedaille der Michigan Society of Architects
- 1981: Arnold W. Brunner-Gedächtnispreis der American Academy of Arts and Letters
- 1993 Michigan Artist of the Year
- Ehrendoktorwürde der Technischen Universität Riga
- 1995: Drei-Sterne-Orden
- 2000: Große Medaille der Lettischen Akademie der Wissenschaften

## Schriften
- Subterranean Urban Systems. Industrial Development Division-Institute of Science and Technology, University of Michigan 1974
- Process and Expression in Architectural Form. University of Oklahoma Press, Norman OK 1994 ISBN 0-8061-2642-6